# Pseudoregma nicolaiae
Pseudoregma nicolaiae är en insektsart. Pseudoregma nicolaiae ingår i släktet Pseudoregma och familjen långrörsbladlöss. Inga underarter finns listade i Catalogue of Life.